# 1496년

## 연호
- 명(明) 홍치(弘治) 9년
- 일본(日本) 메이오(明応) 5년
- 후 레 왕조(後黎朝) 홍득(洪德) 27년

## 기년
- 류큐(琉球) 쇼신왕(尚真王) 20년
- 명(明) 효종 홍치제(孝宗 弘治帝) 9년
- 조선(朝鮮) 연산군(燕山君) 2년
- 후 레 왕조(後黎朝) 성종(聖宗) 37년

## 사건
- 3월 - 산토도밍고 발견
- 3월 5일 - 존 캐벗이 잉글랜드 헨리 7세로부터 북서항로 개척을 위한 특허장 발부받음.[1][2]
- 3월 20일 - 존 컈벗의 북서항로 탐험대가 출항하지만 준비부족 등으로 중도 포기하고 귀항함.

## 탄생
- 3월 28일 - 루이 12세의 왕비 메리 튜더
- 5월 12일 - 구스타브 1세 바사, 스웨덴 국왕.
- 일본 센고쿠 시대 무장 다이겐 셋사이

## 사망
- 김극뉴(1436-1496): 조선 초기의 문신으로 사간원(司諫院)의 대사간(大司諫)을 역임